# Vestbygda
Vestbygda is een plaats in de Noorse gemeente Farsund, provincie Agder. Vestbygda telt 1089 inwoners (2007) en heeft een oppervlakte van 1,03 km².